# Літл-Канада (Міннесота)
Літл-Канада (англ. Little Canada) — місто (англ. city) в США, в окрузі Ремсі штату Міннесота. Населення — 10 819 осіб (2020).

## Географія
Літл-Канада розташований за координатами 45°1′23″ пн. ш. 93°5′2″ зх. д. / 45.02306° пн. ш. 93.08389° зх. д. (45.023071, -93.083881).  За даними Бюро перепису населення США в 2010 році місто мало площу 11,61 км², з яких 10,09 км² — суходіл та 1,52 км² — водойми.

## Демографія
Згідно з переписом 2010 року, у місті мешкали 9773 особи в 4393 домогосподарствах у складі 2361 родини. Густота населення становила 842 особи/км².  Було 4689 помешкань (404/км²).
Расовий склад населення:
| - 74,6 % — білих - 13,1 % — азіатів - 6,6 % — чорних або афроамериканців - 0,5 % — корінних американців - 2,7 % — осіб інших рас |

До двох чи більше рас належало 2,5 %. Частка іспаномовних становила 5,8 % від усіх жителів.
За віковим діапазоном населення розподілялося таким чином: 19,5 % — особи молодші 18 років, 65,8 % — особи у віці 18—64 років, 14,7 % — особи у віці 65 років та старші. Медіана віку мешканця становила 39,7 року. На 100 осіб жіночої статі у місті припадало 91,5 чоловіків;  на 100 жінок у віці від 18 років та старших — 88,7 чоловіків також старших 18 років.
Середній дохід на одне домашнє господарство  становив 64 834 долари США (медіана — 50 156), а середній дохід на одну сім'ю — 78 048 доларів (медіана — 64 250). Медіана доходів становила 46 061 долар для чоловіків та 44 238 доларів для жінок. За межею бідності перебувало 12,1 % осіб, у тому числі 16,5 % дітей у віці до 18 років та 7,8 % осіб у віці 65 років та старших.
Цивільне працевлаштоване населення становило 5393 особи. Основні галузі зайнятості: освіта, охорона здоров'я та соціальна допомога — 26,2 %, роздрібна торгівля — 10,6 %, виробництво — 10,1 %.